# SSC Bari
Die Società Sportiva Calcio Bari, kurz SSC Bari, ist ein 1908 gegründeter italienischer Fußballverein aus der apulischen Hauptstadt Bari. Seit der Saison 2022/23 spielt der Verein in der Serie B.
Weitere Bezeichnungen sind I Galletti („Die Gockel“) und I Biancorossi („Die Weiß-Roten“).
Heimspielstätte ist das rund 58.000 Zuschauer fassende Stadio San Nicola, das auch Spielort der Fußball-Weltmeisterschaft 1990 war.

## Geschichte

### Die frühen Jahre und Namenswechsel (1908–1928)

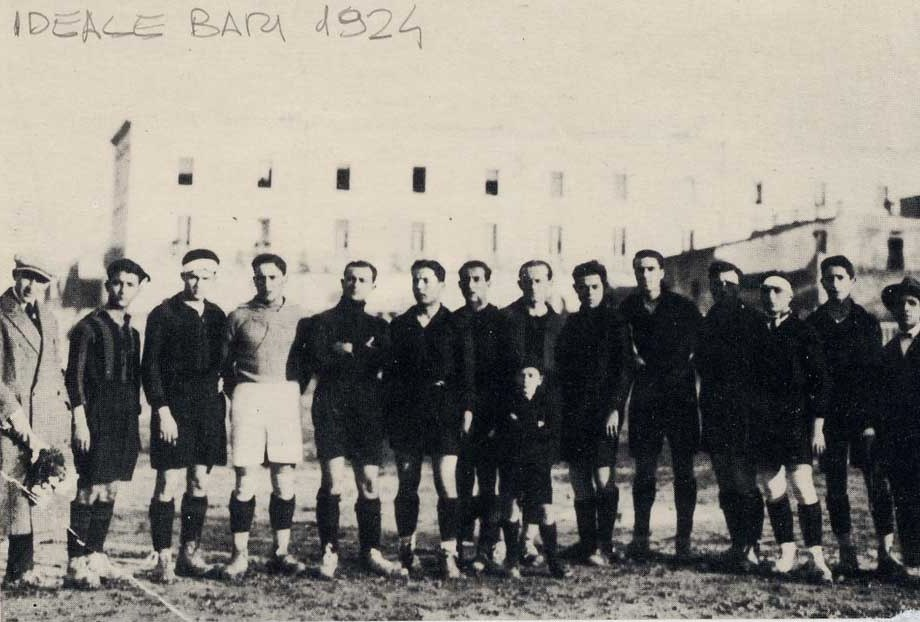
Mannschaft der US Ideale Bari im Jahr 1924

Die Anfänge des Fußballs in Bari waren von mehreren Gründungen und Fusionen geprägt. Der erste relevante Verein war der am 15. Januar 1908 gegründete Bari Foot-Ball Club. In den Folgejahren entstanden in Bari weitere Fußballclubs, darunter die US Ideale und der FBC Liberty.
Während des Ersten Weltkriegs, im Jahr 1915, stellte der Bari Foot-Ball Club seinen Betrieb ein. Ideale und Liberty kämpften finanziell ums Überleben. Nach dem Krieg gab es eine kurze Wiederbelebung des FBC Bari im Jahr 1924, doch bereits 1927 wurde der Spielbetrieb wieder eingestellt.
Die entscheidende Phase für die Entstehung des heutigen Vereins war die Zeit zwischen 1926 und 1928, als sich der italienische Fußball neu organisierte. In diesem Zuge kam es zu einer Fusion des FBC Liberty, der sich zuvor in Bari FC umbenannt hatte und der US Ideale. Dieser Zusammenschluss am 27. Februar 1928 führte zur Gründung der Unione Sportiva Bari (US Bari). Mit dieser Neugründung kehrte der Verein auch zu den traditionellen Vereinsfarben Weiß und Rot des ursprünglichen FBC Bari zurück.

### Die Blütezeit und der Zweite Weltkrieg (1928–1945)
Die 1930er Jahre waren eine erfolgreiche Zeit für die US Bari, die regelmäßig zwischen der Serie A und Serie B pendelte. 1934 bezog der Verein das neu erbaute Stadio della Vittoria. Im Jahr 1941/42 gelang dem Verein der zweite Gewinn der italienischen Zweitligameisterschaft. Der Zweite Weltkrieg unterbrach den regulären Spielbetrieb, und nach dem Krieg wurde der Verein von einem neuen Konsortium übernommen und in Associazione Sportiva Bari (AS Bari) umbenannt.

### Nachkriegszeit, Auf- und Abstiege (1945–2000er)
In den Jahrzehnten nach dem Krieg war die AS Bari eine klassische „Fahrstuhlmannschaft“, die regelmäßig zwischen der Serie A, Serie B und sogar der Serie C pendelte. Trotz dieser Schwankungen gelang es dem Verein immer wieder, sich zu erholen und in die oberen Ligen zurückzukehren.
Ein Höhepunkt war die Qualifikation für den Mitropapokal in der Saison 1988/89 und der anschließende Sieg im Wettbewerb 1990. In den 1990er Jahren war Bari mehrmals in der Serie A vertreten und konnte einige namhafte Spieler wie Gianluca Zambrotta, Leonardo Bonucci und Igor Protti (Torschützenkönig 1995/96) in seinen Reihen begrüßen.

### Finanzielle Schwierigkeiten und Neugründungen (2010er Jahre bis heute)
Die 2010er Jahre waren von erheblichen finanziellen Problemen geprägt. Nach dem Abstieg aus der Serie A im Jahr 2011 verschlechterte sich die Lage des Vereins drastisch. Im März 2014 meldete die AS Bari Insolvenz an. Der Verein wurde im Mai 2014 vom ehemaligen Schiedsrichter Gianluca Paparesta gekauft und in Football Club Bari 1908 (FC Bari 1908) umbenannt.
Die finanzielle Erholung war jedoch nur von kurzer Dauer. Im Juli 2018 wurde der FC Bari 1908 aufgrund erneuter Insolvenz aus der Serie B ausgeschlossen. Dies führte zu einer Neugründung des Vereins als Società Sportiva Calcio Bari (SSC Bari), der in der Saison 2018/19 in der vierten italienischen Liga, der Serie D, neu starten musste. Diese Neugründung erfolgte unter der Führung des Eigentümers und Präsidenten der SSC Neapel Aurelio De Laurentiis. Um Interessenkonflikte zu vermeiden – da eine Person gemäß den Regularien des italienischen Fußballverbands FIGC nicht gleichzeitig Präsident von zwei Vereinen sein darf, die in derselben Liga oder anderen Wettbewerben antreten könnten – übernahm sein Sohn Luigi De Laurentiis den Geschäftsbetrieb und die Präsidentschaft der SSC Bari.
Bereits in der Saison 2019/20 gelang der Aufstieg in die Serie C, und nach dem Gewinn der Serie C-Meisterschaft in der Saison 2021/22 stieg die SSC Bari zur Saison 2022/23 wieder in die Serie B auf, wo sie bis heute spielt.

## Ehemalige Spieler
- Gaetano D’Agostino
- Angelo Alessio
- Marcus Allbäck
- Daniel Andersson
- Kennet Andersson
- Raffaele Bianco
- Zvonimir Boban
- Leonardo Bonucci
- Nicola Caccia
- Berardino Capocchiano
- Elio Capradossi
- Francesco Caputo
- Massimo Carrera
- Antonio Cassano
- Paolo Conti
- Nicolás Córdova
- Thomas Doll
- Attilio Ferraris
- Francesco Flachi
- Daniele Fortunato
- Annibale Frossi
- Carlo Furlanis
- Alessandro Gazzi
- Giuseppe Gemiti
- Jean-François Gillet
- Klas Ingesson
- Robert Jarni
- Tommaso Maestrelli
- Giovanni Marchese
- Phil Masinga
- Giuseppe Materazzi
- Giuseppe Mazzarelli
- Giuseppe Moro
- Davide Olivares
- Yksel Osmanovski
- Marcos Ariel de Paula
- Simone Perrotta
- David Platt
- Igor Protti
- Florin Răducioiu
- Andrea Ranocchia
- Giorgio Rossano
- Alexander von Schwedler
- Aldo Serena
- Adrian Stoian
- Gionatha Spinesi
- Sauro Tomà
- Josef Uridil
- Marco Di Vaio
- Jaime Andres Valdes
- Nicola Ventola
- Giuseppe Virgili
- Abel Xavier
- Gianluca Zambrotta

## Trainerhistorie
| Cheftrainer | Cheftrainer                        |
| Amtszeit    | Name                               |
| ----------- | ---------------------------------- |
| 1928–1929   | Ernő Erbstein                      |
| 1929–1930   | Josef Uridil                       |
| 1930–1931   | János Hajdu                        |
| 1931–1932   | Árpád Weisz                        |
| 1932–1933   | Ernő Erbstein Lászlo Barr          |
| 1933–1934   | Anton Cargnelli                    |
| 1934–1935   | Engelbert König                    |
| 1935–1936   | András Kuttik                      |
| 1936–1938   | Anton Cargnelli                    |
| 1938–1939   | József Ging                        |
| 1939        | András Kuttik                      |
| 1939–1940   | Raffaele Costantino                |
| 1940–1941   | Luigi Ferrero                      |
| 1941        | András Kuttik                      |
| 1941        | Raffaele Costantino                |
| 1941–1942   | Stanislao Klein                    |
| 1942–1943   | Raffaele Costantino                |
| 1943        | János Vanicsek                     |
| 1944–1945   | Raffaele Costantino                |
| 1946        | András Kuttik                      |
| 1946–1947   | Raffaele Costantino                |
| 1947        | János Nehadoma                     |
| 1947–1948   | András Kuttik                      |
| 1948        | Ferenc Plemich                     |
| 1948        | András Kuttik                      |
| 1948–1949   | Raffaele Costantino                |
| 1949        | Ferenc Plemich                     |
| 1949–1950   | György Sárosi Francesco Capocasale |
| 1950        | Raffaele Costantino                |
| 1950        | Francesco Capocasale               |
| 1950        | Federico Allasio                   |
| 1950–1951   | Ambrogio Alfonso                   |
| 1951        | Mario Sandron                      |
| 1951        | Paolo Giammarco                    |
| 1951        | Pietro Piselli                     |

| Cheftrainer | Cheftrainer          |
| Amtszeit    | Name                 |
| ----------- | -------------------- |
| 1951–1952   | Raffaele Costantino  |
| 1952        | Vincenzo Marsico     |
| 1952–1953   | Raffaele Sansone     |
| 1953–1956   | Francesco Capocasale |
| 1956–1958   | Federico Allasio     |
| 1958–1959   | Paolo Tabanelli      |
| 1959–1961   | Francesco Capocasale |
| 1961        | Onofrio Fusco        |
| 1961        | Luis Carniglia       |
| 1961–1962   | Federico Allasio     |
| 1962        | Onofrio Fusco        |
| 1962–1963   | Pietro Magni         |
| 1963–1964   | Tommaso Maestrelli   |
| 1964        | Paolo Tabanelli      |
| 1964–1965   | Francesco Capocasale |
| 1965        | Onofrio Fusco        |
| 1965–1966   | Hugo Lamanna         |
| 1966        | Filippo Calabrese    |
| 1966–1969   | Lauro Toneatto       |
| 1969–1970   | Oronzo Pugliese      |
| 1970        | Carlo Matteucci      |
| 1970–1972   | Lauro Toneatto       |
| 1972–1974   | Carlo Regalia        |
| 1974–1975   | Luciano Pirazzini    |
| 1975–1976   | Gianni Seghedoni     |
| 1976        | Giuseppe Pozzo       |
| 1976–1978   | Giacomo Losi         |
| 1978–1979   | Mario Santececca     |
| 1979        | Giulio Corsini       |
| 1979        | Enrico Catuzzi       |
| 1979–1981   | Antonio Renna        |
| 1981–1983   | Enrico Catuzzi       |
| 1983        | Luigi Radice         |
| 1983–1986   | Bruno Bolchi         |
| 1986–1988   | Enrico Catuzzi       |
| 1988–1992   | Gaetano Salvemini    |
| 1992        | Zbigniew Boniek      |

| Cheftrainer | Cheftrainer                |
| Amtszeit    | Name                       |
| ----------- | -------------------------- |
| 1992–1993   | Sebastião Lazaroni         |
| 1993–1995   | Giuseppe Materazzi         |
| 1995–2001   | Eugenio Fascetti           |
| 2001        | Arcangelo Sciannimanico    |
| 2001–2002   | Attilio Perotti            |
| 2003–2004   | Marco Tardelli             |
| 2003–2004   | Giuseppe Pillon            |
| 2004–2006   | Guido Carboni              |
| 2006–2007   | Rolando Maran              |
| 2007        | Giuseppe Materazzi         |
| 2008–2009   | Antonio Conte              |
| 2009–2011   | Gian Piero Ventura         |
| 2011        | Bortolo Mutti              |
| 2011–2013   | Vincenzo Torrente          |
| 2013–2014   | Roberto Alberti Mazzaferro |
| 2014        | Devis Mangia               |
| 2014–2016   | Davide Nicola              |
| 2016        | Andrea Camplone            |
| 2016        | Roberto Stellone           |
| 2016–2017   | Stefano Colantuono         |
| 2017–2018   | Fabio Grosso               |
| 2018–2020   | Giovanni Cornacchini       |
| 2020        | Vincenzo Vivarini          |
| 2020–2021   | Gaetano Auteri             |
| 2021        | Massimo Carrera            |
| 2021–2023   | Michele Mignani            |
| 2023–2024   | Pasquale Marino            |
| 2024        | Giuseppe Iachini           |
| 2024–2025   | Moreno Longo               |
| 2025–       | Fabio Caserta              |

## Erfolge
- A-Mannschaft:
  - Mitropapokal: 1 (1990)
  - Serie B: 3 (1934/35), (1941/42), (2008/09)
  - Serie C: 3 (1954/55), (1966/67), (1976/77)
  - Serie C1: 1 (1983/84)
  - Serie C2: 1 (1998/99)
- Jugendmannschaft:
  - Campionato Primavera: 3 (1999/2000)
  - Coppa Italia Primavera: 2 (1980/81), (1997/98)
  - Torneo di Viareggio: 1 (1997)

## Vereinsrekorde
- In allen Wettbewerben:
  - Höchster Sieg: 5:1 AS Bari – Lazio Rom in der Saison 1937/38 und 4:0 AS Bari – US Alessandria in der Saison 1935/36.
  - Rekordspieler: Jean-François Gillet mit 353 Ligaeinsätzen
  - Rekordtorschütze: Luigi Bretti mit 69 Toren
  - Meiste Tore in einer Saison: Igor Protti mit 24 Toren in der Saison 1995/96

## Ligazugehörigkeit
| Liga    | Jahre | Zuletzt |
| ------- | ----- | ------- |
| Serie A | 33    | 2010/11 |
| Serie B | 52    | 2024/25 |
| Serie C | 11    | 2021/22 |